# Romano Canavese
Romano Canavese (piemontesisch Roman) ist eine Gemeinde in der italienischen Metropolitanstadt Turin (TO), Region Piemont.

## Geographie
Der Ort liegt 42 nordöstlich km von Turin entfernt auf einer Höhe von 270 m über dem Meeresspiegel. Das Gemeindegebiet umfasst eine Fläche von 11,22 km² und hat 2665 Einwohner (Stand 31. Dezember 2023). Zur Gemeinde gehören die Dörfer Cascine di Romano und Canton Moretti. 
Die Nachbargemeinden sind Ivrea, Pavone Canavese, Strambino, Perosa Canavese, Scarmagno und Mercenasco.

## Geschichte
Romano wurde 143 v. Chr. als römisches Feldlager (castra) gegründet, aus Anlass eines Krieges gegen den keltischen Stamm der Salasser. Im 14. Jahrhundert war die Bevölkerung von Romano in den Aufstand der Tuchini verwickelt, ein Bauernaufstand, der sich gegen die herrschenden Fürsten richtete und dem im Karneval von Ivrea noch heute gedacht wird. Während der Feindseligkeiten wurde die antike Burg bis auf einen einzelnen Turm zerstört, der heute das Wahrzeichen des Ortes ist.

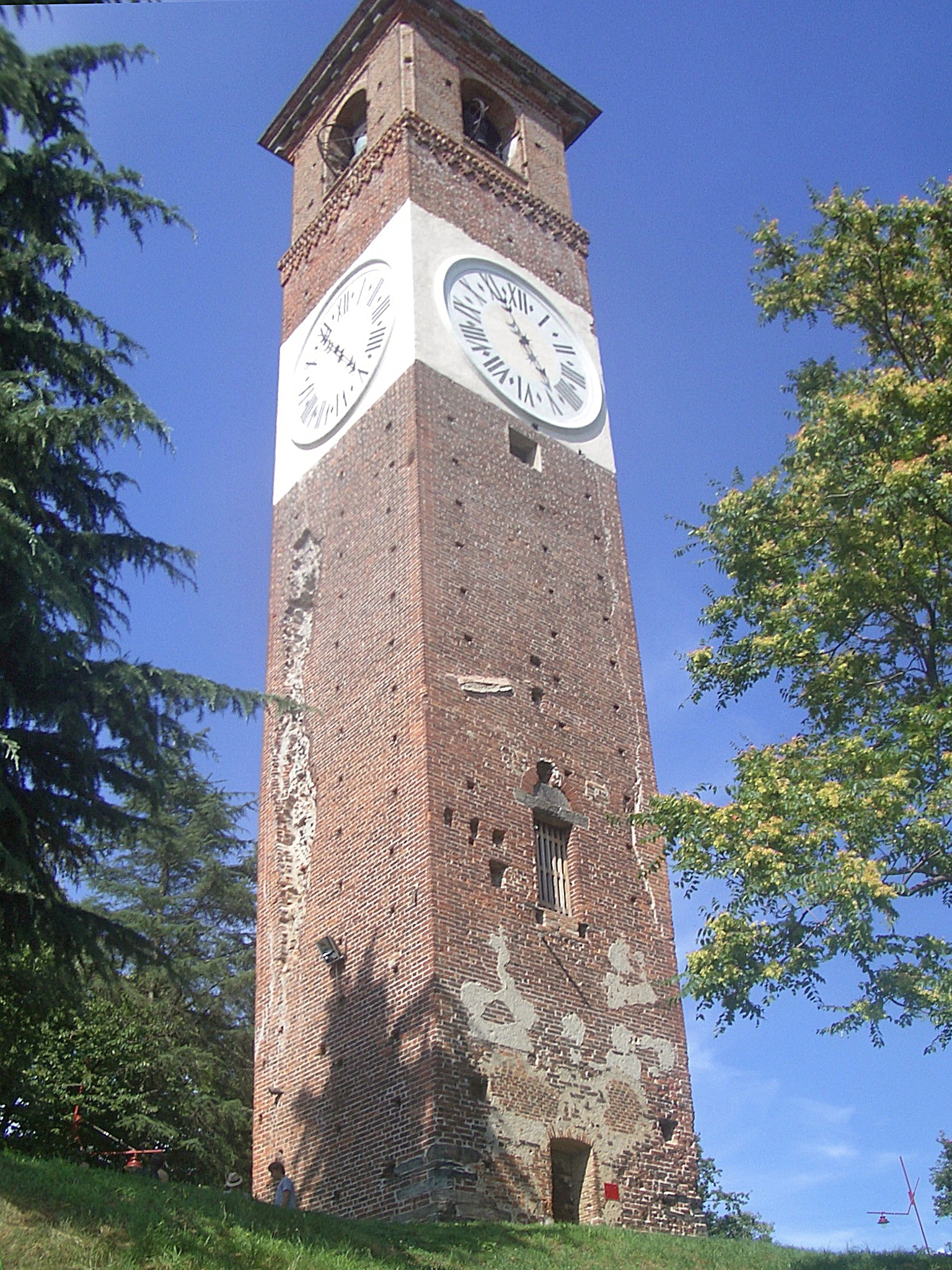
Der Turm des Rathauses
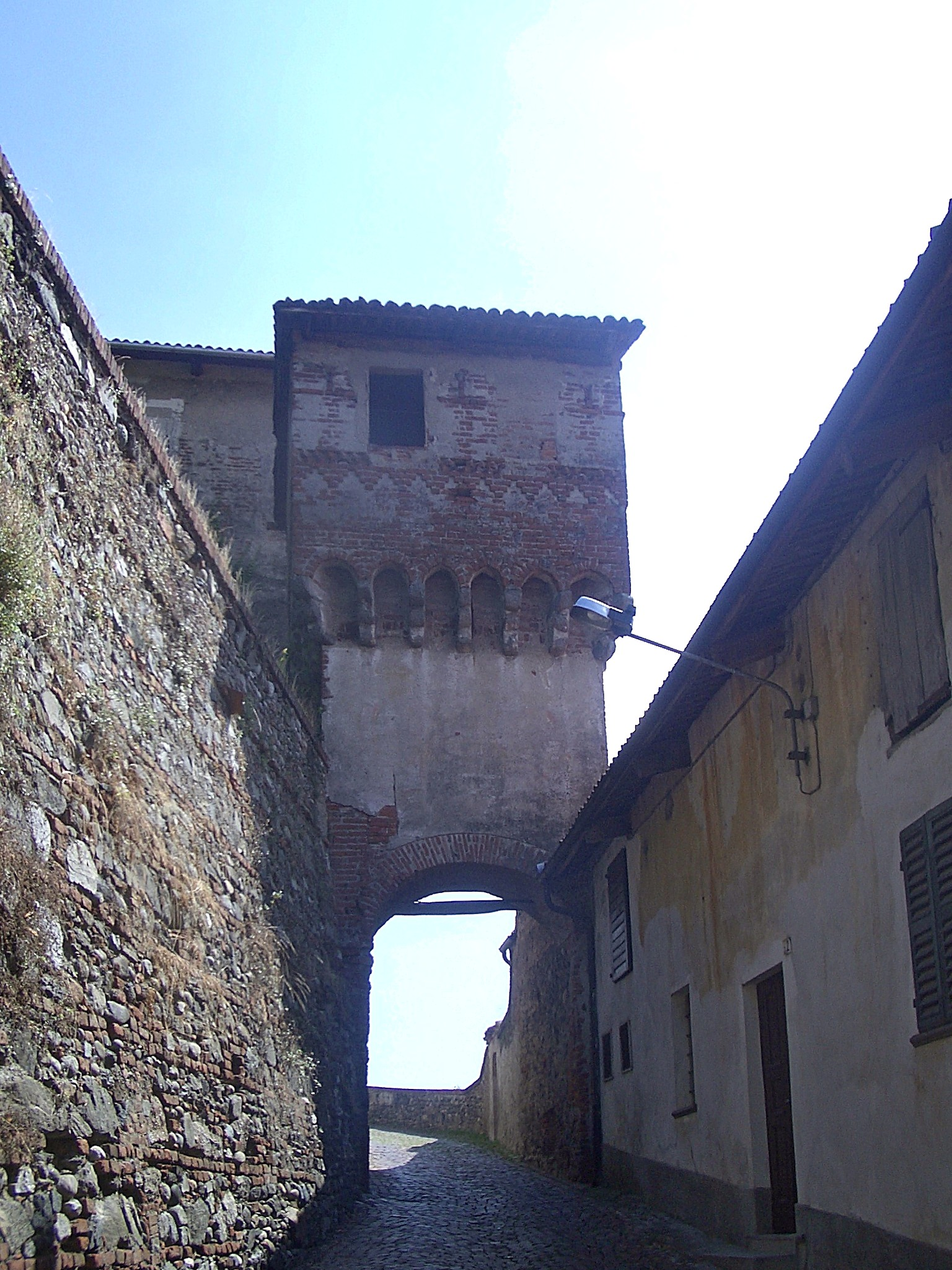
Das Nordtor der Burg
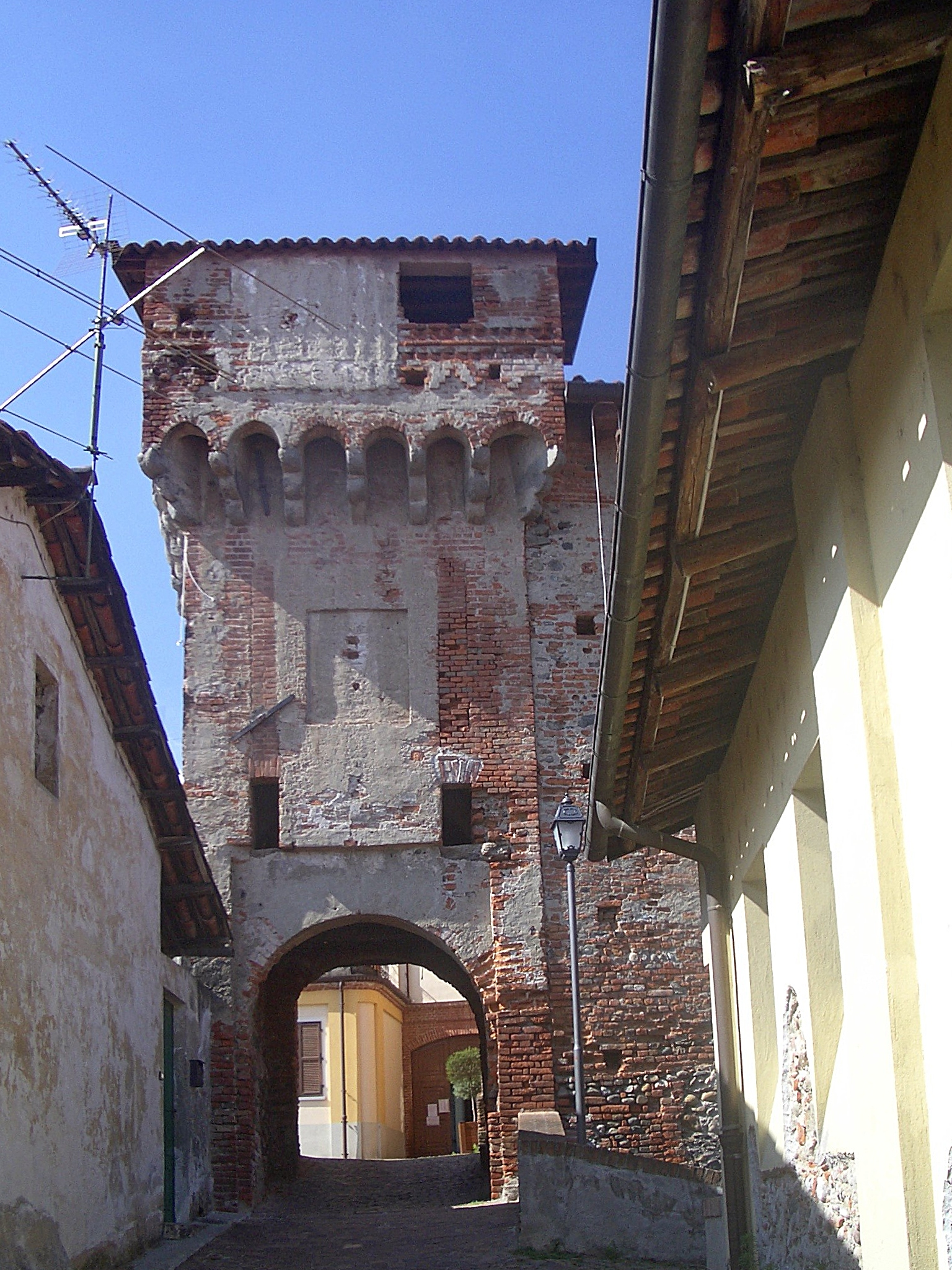
Südliches Tor der Burg
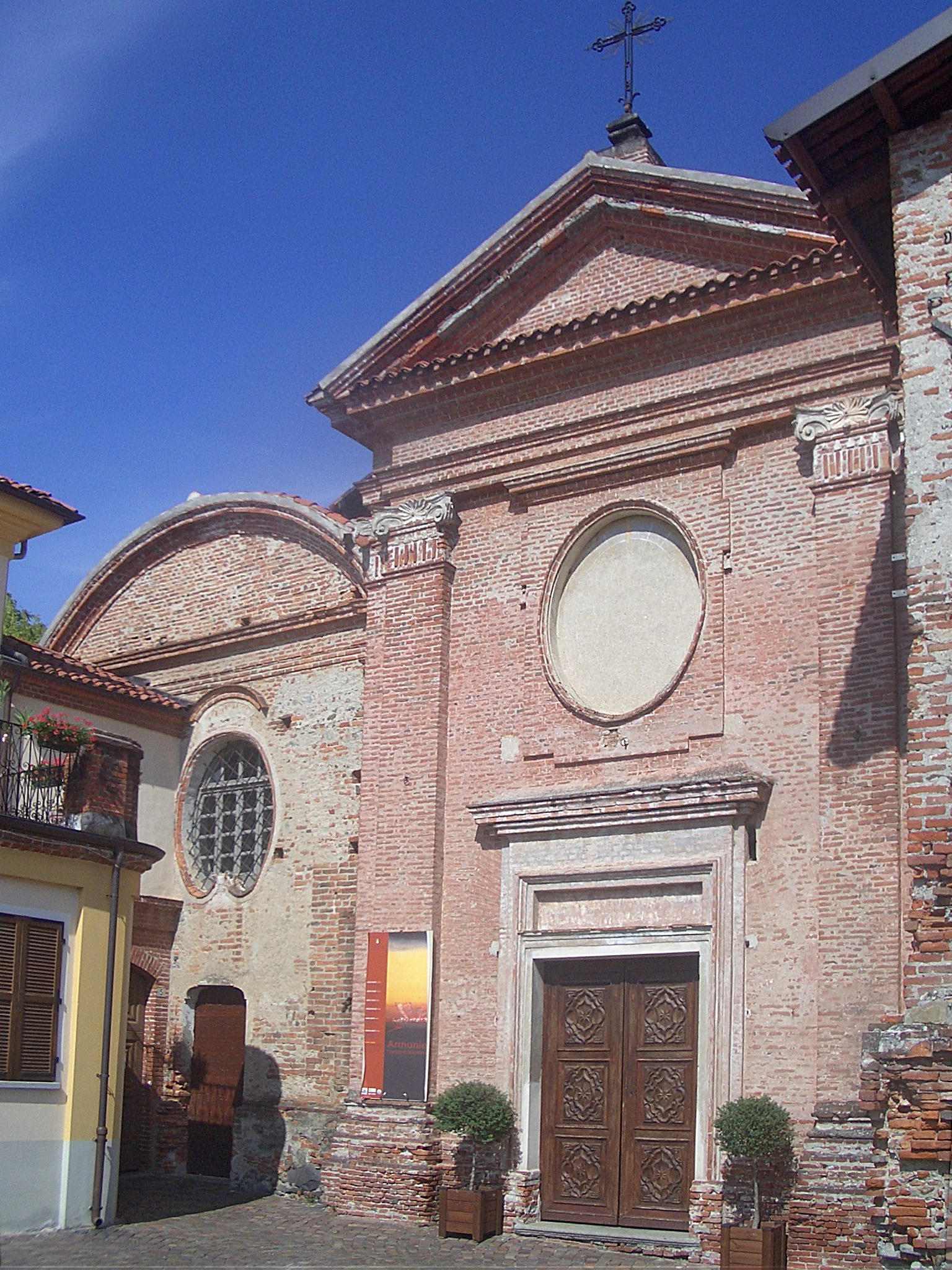
Die Kirche Santa Marta
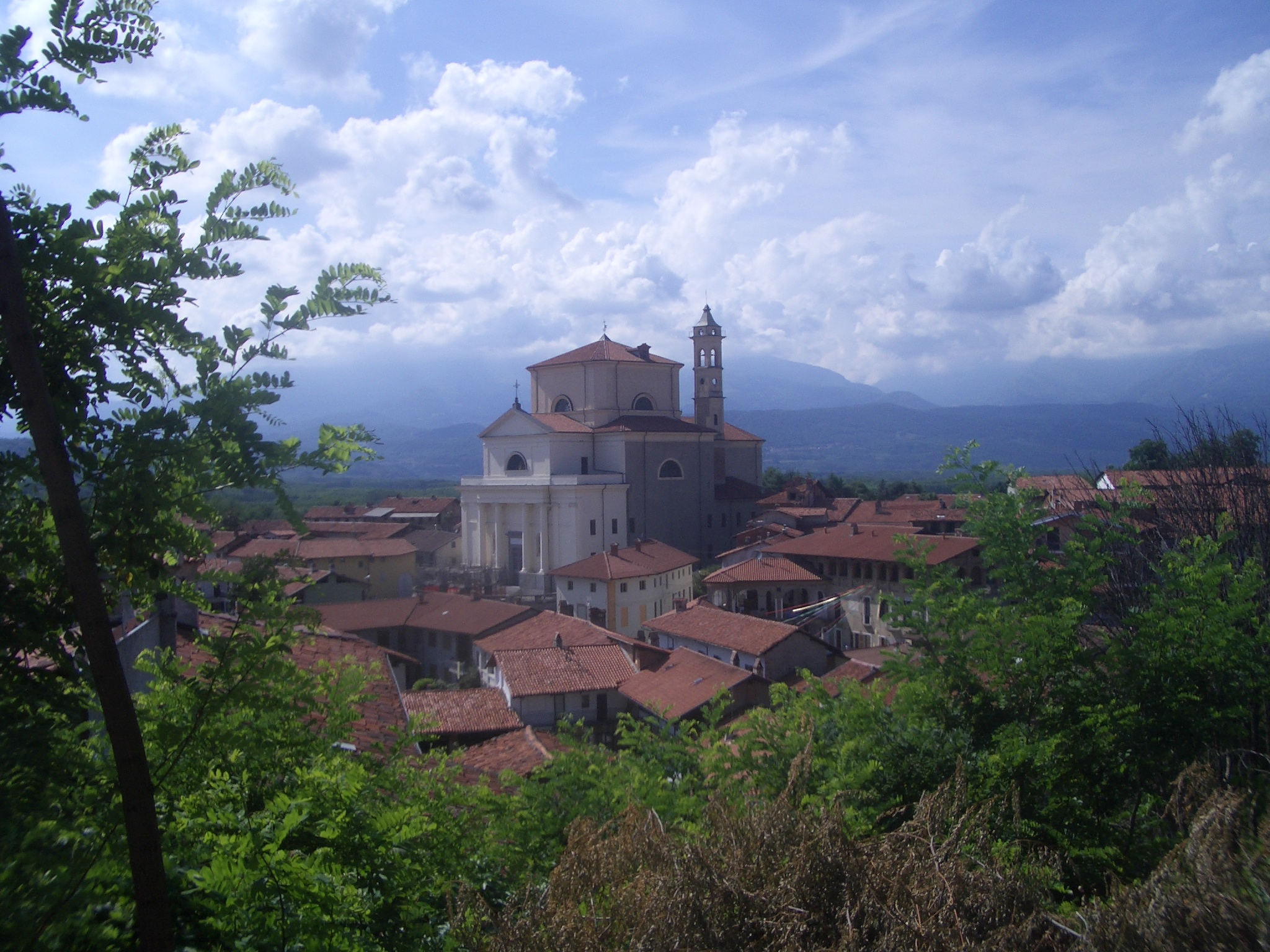
Panorama

## Persönlichkeiten

### Söhne und Töchter der Gemeinde
- Tarcisio Kardinal Bertone (* 1934), Erzbischof von Genua, später Kardinalstaatssekretär und von 2007 bis 2014 Camerlengo.

### Ehrenbürger
Papst Benedikt XVI. wurde im Jahre 2010 zum Ehrenbürger von Romano Canavese erklärt.